# 제41회 서울독립영화제
제41회 서울독립영화제는 2015년 11월 26일에 열린 시상식이다.

## 수상 및 후보

### 대상
- 스틸 플라워 - 박석영 수상

### 최우수작품상
- 초능력자 - 권만기 수상

### 심사위원상
- 범전 - 오민욱 수상
- 혼자 - 박홍민 수상

### 우수작품상
- 파란 입이 달린 얼굴 - 김수정 수상

### 독립스타상- 배우부문
- 여름의 끝자락 - 윤금선아 수상
- 스틸 플라워 - 정하담 수상

### 열혈스태프상
- 사돈의 팔촌 - 장현상 수상

### 새로운선택상
- 밸리투나잇 - 곽승민 수상

### 새로운시선상
- 아빠가 죽으면 나는 어떡하지? - 남순아 수상

### 독불장군상
- 범전 - 오민욱 수상

### 관객상
- 할머니의 먼 집 - 이소현 수상
- 타이레놀 - 홍기원 수상

### 심사위원특별언급
- 야근 대신 뜨개질 - 박소현 수상

### 경쟁부문 - 단편
- 그녀 - 김고은
- 시네마 - 원태희
- 토끼의 뿔 - 한인미
- 선미 - 최한솔
- 1+1, 원 플러스 원 - 허수영
- 우박 - 박보람
- 연무 - 최시형
- 열정의 끝 - 곽은미
- 고치 - 여은아
- 컬러스 인 더 서브웨이 - 김명은
- 아무도 돌아오지 않는 밤 - 김하나
- 아아아 - 노영미
- 이야기의 역사, 역사의 이야기 - 김하경 달린
- 이퀄라이져 - 염지호
- 문영 - 김소연
- 병구 - 형슬우
- 겨울꿈 - 김태진
- 로프공의 밤 - 송현정
- 이 시대의 사랑 - 전성연
- 전학생 - 박지인
- 2088 Space Odyssey - 송원재
- 폭력의 틈 - 임철
- 9월 9일 - 정혜진
- 우리가 택한 이 별 - 김정은
- 물물교환 - 조세영
- 식물들: 자카르타 모노레일 103 - 박용석
- 감정의 시대: 서비스 노동의 관계미학 - 김숙현
- 한 끼 - 이용석
- 우주의 닭 - 변성빈
- 사요나라 - 여선화
- 달리기 - 이대영
- 고대전사 맘모스맨 - 허세준
- 영상편지 - 유재선
- 출사 - 유재현
- 창밖의 풍경 - 이정홍

### 경쟁부문 - 장편
- 불온한 당신 - 이영
- 도시를 떠돌다 - 김소영
- 흔들리는 물결 - 김진도
- 소통과 거짓말 - 이승원
- 여고생 - 박근범

### 새로운 선택
- 피터의 LP투어 - 원문희
- 양치기들 - 김진황
- 엄마를 만나는 날 - 이용의
- 은하비디오 - 김현정
- 김밥 - 김한울
- 그녀를 사랑합니다 - 오지윤
- 오늘도 - 박민아
- 배우의 탄생 - 이진호
- 그저 그런 여배우와 단신 대머리남의 연애 - 박순리
- 설화 - 김윤식
- 내동공간(來同空間), 남동공단 - 박군제
- 내마내모 - 이나경
- 초인 - 서은영
- 동心 - 포레스트 이안 엣슬러
- 사류 射流 - 신부연 외1명
- 고란살 - 서정신우
- 홀리워킹데이 - 이희원
- 봉준호를 찾아서 - 정하림 외2명

### 특별초청 - 단편
- 열대야 - 서은선
- 하드보일드 원더랜드 - 허욱
- 진주머리방 - 강유가람
- 옥상자국 - 양주연
- 어둠의 저편 - 김창수
- 면허시험 - 정욱
- 고양이춤 - 민용근
- 탄피 - 전신환
- 옆 구르기 - 안주영
- 동물도감 - 조현아 외1명
- 얼루어 - 배경헌
- 로보트:리바이벌 - 조현철
- 김치 - 심혜정
- 방과 후 티타임 리턴즈 - 구교환
- 비공식 개강총회 - 류덕환
- 소년병 - 임보영
- 뱀파이어는 우리 옆집에 산다 - 임상수
- 그녀의 전설 - 김태용
- 최고의 감독 - 문소리
- 럭키볼 - 곽민승

### 특별초청 - 장편
- 감각의 경로 - 민병훈
- 인 허 플레이스 - 알버트 신
- 열일곱살의 버킷 리스트 - 윤솔지
- 소년, 달리다 - 강석필
- 레드마리아2 - 경순
- 설행_눈길을 걷다 - 김희정
- 펑정지에는 펑정지에다 - 민병훈
- 블랙스톤 - 노경태
- 다른 길이 있다 - 조창호
- 공부의 나라 - 최우영
- 다방의 푸른 꿈 - 김대현
- 더 배틀 오브 광주 - 이지상
- 눈꺼풀 - 오멸

### 해외초청
- 카일리 블루스 - 비간
- 배니싱 포인트 - 짜끄라완 닌탐롱
- 600 마일즈 - 가브리엘 립스테인
- 사랑의 노래 - 에바 네이만
- 트윈스터즈 - 사만다 푸터먼
- 히어 애프터 - 매그너스 본 혼
- 더 위치 - 로버트 에거스